# 加東市立図書館
加東市立図書館（かとうしりつとしょかん）は、日本の兵庫県加東市が市内に設置している公立図書館である。社地域の加東市中央図書館を本館とし、滝野図書館、東条図書館からなる。

## 概要
2006年（平成13年）3月20日に旧加東郡の3町（社町、滝野町、東条町）がそれぞれ設置していた町立図書館3館を統合し、旧社町立中央図書館を本館として発足した。
日本図書館協会が編集・発行する『日本の図書館 統計と名簿』によれば加東市は市町村の人口1人当たりの貸出冊数が長年にわたり全国トップクラスであり、2015年（平成27年）度の調査では人口1人当たり15.0点と第2位の静岡県御前崎市（11.6点）に大差を付けている。

### 年表
- 1990年（平成2年）4月 - 東条町文化会館の開館に伴い「東条町立図書館」が開館
- 1991年（平成3年）6月 - やしろ国際学習塾の開館に伴い「図書・情報センター」が開館
- 1993年（平成5年）7月 -「社町立中央図書館」が開館
- 1996年（平成8年）3月 -「滝野町立図書館」が開館
- 2006年（平成18年）3月20日 - 加東市発足に伴い、加東市中央図書館、加東市滝野図書館、加東市東条図書館、加東市図書・情報センターの4館が、市立図書館となる
- 2019年（平成31年）3月 - 図書・情報センター閉館
- 2019年（令和元年）10月 - マイナンバーカードを利用カードとして使用を開始

## 一覧
3館いずれも合併前の各町が設置していた町立図書館を前身とする。社町には中央図書館の開館前からやしろ国際学習塾の付帯施設として「図書・情報センター」があり、中央図書館設置後は分館として扱われていたが2019年（平成31年）3月末に廃止された。

### 中央図書館
加東市立図書館の本館に当たる加東市中央図書館（かとうしちゅうおうとしょかん）は、1993年（平成5年）5月に開館した社町立中央図書館（やしろちょうりつちゅうおうとしょかん）を前身とする。3町合併による加東市の発足後は、滝野町と東条町がそれぞれ設置していた町立図書館を配下の分館として図書館組織を束ねることになった。
社中央公園（ステラパーク）の一角に建つ鉄筋コンクリート造2階建の独立した図書館棟を持ち、2階にハイビジョンシアターが設置されている。

#### アクセス
JR加古川線の社町駅から神姫バス10系統（社町駅 - 三田駅）に乗り「嬉野住宅前」停留所で下車、徒歩4分。
周辺施設
- 加東市役所
- 社公民館
- 社税務署
- 社郵便局
- 神戸地方法務局社庁舎
- 社簡易裁判所

### 滝野図書館
加東市滝野図書館（かとうしたきのとしょかん）は、1996年（平成8年）3月に開館した滝野町立図書館を前身とする。3階建でガラス張りの外装が特徴の独立した図書館棟を持ち、蔵書数と延床面積では中央図書館を上回っている。
- 所在地：兵庫県加東市下滝野1369-2

北緯34度56分13.45秒 東経134度56分39.66秒 / 北緯34.9370694度 東経134.9443500度
JR加古川線の滝野駅から兵庫県道349号市場多井田線を南西へ徒歩10分。
いずれも図書館と同時に「滝野町図書館等複合施設」として整備された加東市地域交流センターと加古川流域滝野歴史民俗資料館が隣接。
- 蔵書数：180,699冊[1]
- 職員数：6名（同）
- ISIL：JP-1002379

### 東条図書館
加東市東条図書館（かとうしとうじょうとしょかん）は、1990年（平成2年）4月に開館した東条町立図書館を前身とする。同館は東条町文化会館（現・加東市東条文化会館コスミックホール）の付帯施設ながら、旧加東郡では最初に開館した常設型図書館であった。
- 所在地：兵庫県加東市天神66

北緯34度54分18.88秒 東経135度3分37.4秒 / 北緯34.9052444度 東経135.060389度
- 蔵書数：52,424冊[1]
- 職員数：3名（同）
- ISIL：JP-1002380

## 広域貸し出し
加東市立図書館3館では、東播磨地区図書館等連絡協議会で締結された協定により以下の市町が設置する公立図書館・室と相互に広域貸し出しを実施している。
- 明石市、小野市、加古川市、加西市、高砂市、西脇市、三木市、加古郡稲美町・播磨町、多可郡多可町

隣接自治体のうち三田市および丹波篠山市との個別協定は締結しておらず、両市の住民に対する貸し出しは加東市への通勤・通学者に限定されている。
また、兵庫県立図書館の蔵書もインターネットで予約して各館の窓口で受け取りが可能である（県立図書館の利用券は別途必要）。